# オリヴィエーロ・デ・ファブリティース
オリヴィエーロ・カルロ・デ・ファブリティース（Oliviero Carlo De Fabritiis, 1902年6月13日 - 1982年8月12日）は、イタリアの指揮者。
ローマの生まれ。地元でリチニオ・レフィーチェに音楽理論を学び、サンタ・チェチーリア国立アカデミアでジャコモ・セタッチョリに対位法を学んだ。1920年に地元の国立劇場で指揮者デビューを果たし、アドリアーノ劇場の指揮者となった。1934年にはローマ歌劇場の芸術監督をトゥリオ・セラフィンと共に務め、1943年までその任に当たったが、1937年にカラカラ浴場でトティ・ダル・モンテやベニャミーノ・ジーリの歌うガエターノ・ドニゼッティの《ランメルモールのルチア》を指揮し、オペラ指揮者として高い評価を得るようになった。
1947年にはメトロポリタン歌劇場に登場してアメリカ・デビューを飾り、1963年にはエディンバラ音楽祭に出演してイギリス・デビューを飾ったほか、来日して1963年の第4次NHKイタリア歌劇団にてジャコモ・プッチーニの『西部の娘』を初演するなど、国際的に活躍した。
ローマにて没。